# Microplitis capeki
Microplitis capeki är en stekelart som beskrevs av Nixon 1970. Microplitis capeki ingår i släktet Microplitis och familjen bracksteklar. Inga underarter finns listade i Catalogue of Life.